# Esgrima nos Jogos Olímpicos de Verão de 2012 - Espada individual masculino

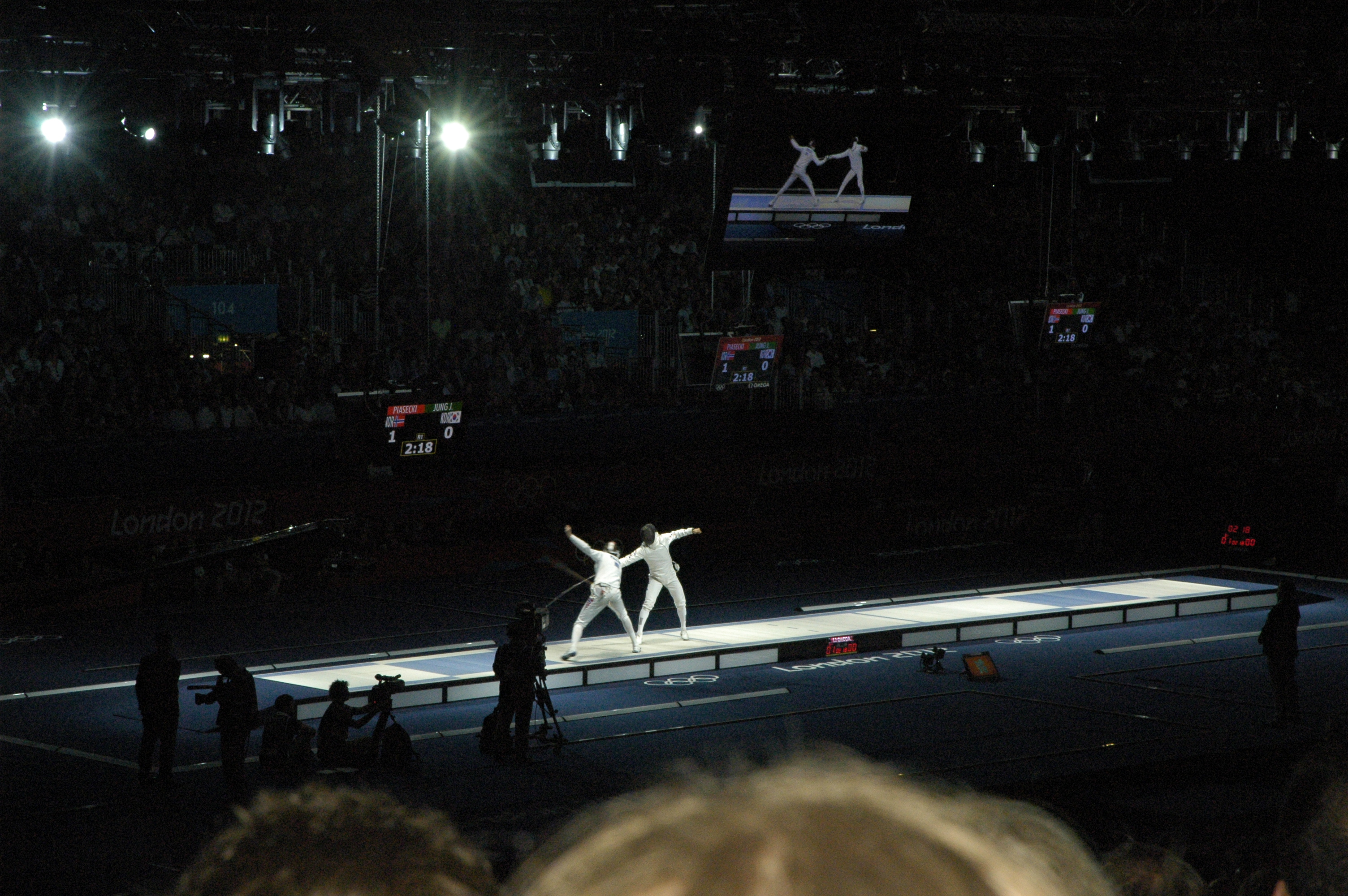
Duelo semifinal entre Jung Jin-Sun e Bartosz Piasecki.

A prova de espada individual masculino da esgrima nos Jogos Olímpicos de Verão de 2012 foi realizada no dia 1 de agosto no ExCeL.
Rubén Limardo da Venezuela ganhou a medalha de ouro - única medalha do país nos Jogos de 2012 e a primeira de um esgrimista sul-americano. Bartosz Piasecki da Noruega ganhou a prata e Jung Jin-Sun da Coreia do Sul levou o bronze.

## Calendário
Horário local (UTC+1)
| Dia         | Horário | Fase                |
| ----------- | ------- | ------------------- |
| 1 de agosto | 09:00   | Eliminatórias Final |

## Medalhistas
| Ouro   | VEN Rubén Limardo    |
| Prata  | NOR Bartosz Piasecki |
| Bronze | KOR Jung Jin-Sun     |

## Resultados

### Chave superior
|  | Primeira fase           | Primeira fase           | Primeira fase |  |  | Oitavas-de-final       | Oitavas-de-final       | Oitavas-de-final     |    |                   | Quartas-de-final  | Quartas-de-final  | Quartas-de-final |  |  | Semifinal | Semifinal | Semifinal |
|  |                         |                         |               |  |  |                        |                        |                      |    |                   |                   |                   |                  |  |  |           |           |           |
|  |                         |                         |               |  |  |                        |                        |                      |    |                   |                   |                   |                  |  |  |           |           |           |
|  |                         |                         |               |  |  | EST Nikolai Novosjolov | EST Nikolai Novosjolov | 11                   |    |                   |                   |                   |                  |  |  |           |           |           |
|  | USA Weston Kelsey       | USA Weston Kelsey       | 8             |  |  | USA Weston Kelsey      | USA Weston Kelsey      | 15                   |    |                   |                   |                   |                  |  |  |           |           |           |
|  | CHN Li Guojie           | CHN Li Guojie           | 7             |  |  |                        |                        |                      |    | USA Weston Kelsey | USA Weston Kelsey | 15                |                  |  |  |           |           |           |
|  | VEN Silvio Fernández    | VEN Silvio Fernández    | 15            |  |  |                        | VEN Silvio Fernández   | VEN Silvio Fernández | 9  |                   |                   |                   |                  |  |  |           |           |           |
|  | KAZ Dmitriy Alexanin    | KAZ Dmitriy Alexanin    | 12            |  |  | VEN Silvio Fernández   | VEN Silvio Fernández   | 15                   |    |                   |                   |                   |                  |  |  |           |           |           |
|  | UZB Ruslan Kudayev      | UZB Ruslan Kudayev      | 15            |  |  | UZB Ruslan Kudayev     | UZB Ruslan Kudayev     | 3                    |    |                   |                   |                   |                  |  |  |           |           |           |
|  | KOR Park Kyoung-Doo     | KOR Park Kyoung-Doo     | 9             |  |  |                        |                        |                      |    |                   | USA Weston Kelsey | USA Weston Kelsey | 5                |  |  |           |           |           |
|  | SUI Max Heinzer         | SUI Max Heinzer         | 15            |  |  |                        | VEN Rubén Limardo      | VEN Rubén Limardo    | 6  |                   |                   |                   |                  |  |  |           |           |           |
|  | CHI Paris Inostroza     | CHI Paris Inostroza     | 2             |  |  | SUI Max Heinzer        | SUI Max Heinzer        | 11                   |    |                   |                   |                   |                  |  |  |           |           |           |
|  | EGY Ayman Fayez         | EGY Ayman Fayez         | 13            |  |  | VEN Rubén Limardo      | VEN Rubén Limardo      | 15                   |    |                   |                   |                   |                  |  |  |           |           |           |
|  | VEN Rubén Limardo       | VEN Rubén Limardo       | 15            |  |  |                        |                        |                      |    | VEN Rubén Limardo | VEN Rubén Limardo | 15                |                  |  |  |           |           |           |
|  | POL Radosław Zawrotniak | POL Radosław Zawrotniak | 9             |  |  |                        | ITA Paolo Pizzo        | ITA Paolo Pizzo      | 12 |                   |                   |                   |                  |  |  |           |           |           |
|  | SEN Alexandre Bouzaid   | SEN Alexandre Bouzaid   | 15            |  |  | SEN Alexandre Bouzaid  | SEN Alexandre Bouzaid  | 11                   |    |                   |                   |                   |                  |  |  |           |           |           |
|  | HKG Leung Ka Ming       | HKG Leung Ka Ming       | 14            |  |  | ITA Paolo Pizzo        | ITA Paolo Pizzo        | 15                   |    |                   |                   |                   |                  |  |  |           |           |           |
|  | ITA Paolo Pizzo         | ITA Paolo Pizzo         | 15            |  |  |                        |                        |                      |    |                   |                   |                   |                  |  |  |           |           |           |

### Chave inferior
|  | Primeira fase             | Primeira fase             | Primeira fase |  |  | Oitavas-de-final     | Oitavas-de-final     | Oitavas-de-final     |    |                      | Quartas-de-final     | Quartas-de-final | Quartas-de-final |  |  | Semifinal | Semifinal | Semifinal |
|  |                           |                           |               |  |  |                      |                      |                      |    |                      |                      |                  |                  |  |  |           |           |           |
|  | KAZ Elmir Alimzhanov      | KAZ Elmir Alimzhanov      | 15            |  |  |                      |                      |                      |    |                      |                      |                  |                  |  |  |           |           |           |
|  | VIE Nguyen Tien Nhat      | VIE Nguyen Tien Nhat      | 9             |  |  | KAZ Elmir Alimzhanov | KAZ Elmir Alimzhanov | 8                    |    |                      |                      |                  |                  |  |  |           |           |           |
|  | RUS Pavel Sukhov          | RUS Pavel Sukhov          | 11            |  |  | KOR Jung Jin-Sun     | KOR Jung Jin-Sun     | 15                   |    |                      |                      |                  |                  |  |  |           |           |           |
|  | KOR Jung Jin-Sun          | KOR Jung Jin-Sun          | 15            |  |  |                      |                      |                      |    | KOR Jung Jin-Sun     | KOR Jung Jin-Sun     | 15               |                  |  |  |           |           |           |
|  | USA Soren Thompson        | USA Soren Thompson        | 4             |  |  |                      | GER Jörg Fiedler     | GER Jörg Fiedler     | 11 |                      |                      |                  |                  |  |  |           |           |           |
|  | GER Jörg Fiedler          | GER Jörg Fiedler          | 15            |  |  | GER Jörg Fiedler     | GER Jörg Fiedler     | 15                   |    |                      |                      |                  |                  |  |  |           |           |           |
|  | BRA Athos Schwantes       | BRA Athos Schwantes       | 10            |  |  | NED Bas Verwijlen    | NED Bas Verwijlen    | 8                    |    |                      |                      |                  |                  |  |  |           |           |           |
|  | NED Bas Verwijlen         | NED Bas Verwijlen         | 15            |  |  |                      |                      |                      |    |                      | KOR Jung Jin-Sun     | KOR Jung Jin-Sun | 13               |  |  |           |           |           |
|  | HUN Géza Imre             | HUN Géza Imre             | 15            |  |  |                      | NOR Bartosz Piasecki | NOR Bartosz Piasecki | 15 |                      |                      |                  |                  |  |  |           |           |           |
|  | MAR Abdelkarim El Haouari | MAR Abdelkarim El Haouari | 8             |  |  | HUN Géza Imre        | HUN Géza Imre        | 7                    |    |                      |                      |                  |                  |  |  |           |           |           |
|  | NOR Bartosz Piasecki      | NOR Bartosz Piasecki      | 14            |  |  | NOR Bartosz Piasecki | NOR Bartosz Piasecki | 15                   |    |                      |                      |                  |                  |  |  |           |           |           |
|  | FRA Gauthier Grumier      | FRA Gauthier Grumier      | 13            |  |  |                      |                      |                      |    | NOR Bartosz Piasecki | NOR Bartosz Piasecki | 15               |                  |  |  |           |           |           |
|  | UKR Dmytro Karyuchenko    | UKR Dmytro Karyuchenko    | 10            |  |  |                      | FRA Yannick Borel    | FRA Yannick Borel    | 14 |                      |                      |                  |                  |  |  |           |           |           |
|  | FRA Yannick Borel         | FRA Yannick Borel         | 15            |  |  | FRA Yannick Borel    | FRA Yannick Borel    | 15                   |    |                      |                      |                  |                  |  |  |           |           |           |
|  |                           |                           |               |  |  | SUI Fabian Kauter    | SUI Fabian Kauter    | 11                   |    |                      |                      |                  |                  |  |  |           |           |           |
|  |                           |                           |               |  |  |                      |                      |                      |    |                      |                      |                  |                  |  |  |           |           |           |

### Finais

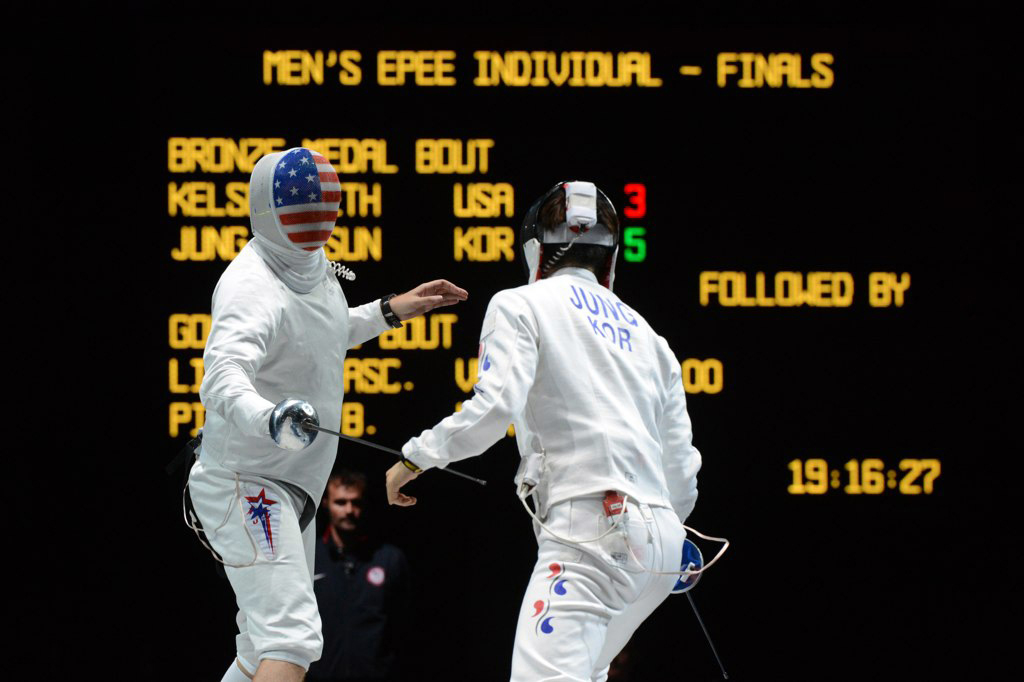
Disputa da medalha de bronze entre Weston Kelsey e Jung Jin-Sun.

|  | Semifinal            | Semifinal            |    |                   | Final               | Final |  |
|  |                      |                      |    |                   |                     |       |  |
|  |                      |                      |    |                   |                     |       |  |
|  | USA Weston Kelsey    | 5                    |    |                   |                     |       |  |
|  | VEN Rubén Limardo    | 6                    |    |                   |                     |       |  |
|  |                      |                      |    |                   |                     |       |  |
|  |                      |                      |    |                   |                     |       |  |
|  |                      |                      |    |                   | VEN Rubén Limardo   | 15    |  |
|  |                      | NOR Bartosz Piasecki | 10 |                   |                     |       |  |
|  |                      |                      |    |                   |                     |       |  |
|  |                      |                      |    |                   |                     |       |  |
|  |                      |                      |    |                   | Disputa pelo bronze |       |  |
|  |                      |                      |    |                   |                     |       |  |
|  | KOR Jung Jin-Sun     | 13                   |    | USA Weston Kelsey | 11                  |       |  |
|  | NOR Bartosz Piasecki | 15                   |    |                   | KOR Jung Jin-Sun    | 12    |  |